# Газопереробний завод Васіт
Газопереробний завод Васіт – підприємство нафтогазової галузі Саудівської Аравії, яке почало роботу в 2015 році.
Завод спорудили в межах проекту масштабного нарощування видобутку газу для роботи з продукцією офшорних газових родовищ Гасба (перша фаза) та Арабія. Їх продукцію подали по трубопроводу до берегового вузла клапанів (Beach Valve Station), за десяток кілометрів від якого знаходиться майданчик ГПЗ Васіт. 
Завод має чотири технологічні лінії загальною потужністю по прийому прийому 26 млрд м3 газу на рік, з яких 13,5 млрд м3 мали надходити з Гасби та 12,5 млрд м3 з Арабії. При цьому за проектом ГПЗ Васіт повинен видавати у національну газотранспортну мережу (Master Gas System) лише 18 млрд м3 товарного газу, оскільки під час підготовки вилучають велику кількість сірководню і діоксиду вуглецю (особливо із газу, що надійшов з Гасби), а також зріджені вуглеводневі гази (ЗВГ) в обсягах 240 тисяч барелів на добу. 
Частина ЗВГ проходить фракціонування прямо на майданчику ГПЗ Васіт із отриманням етану, пропану, бутану та газового бензину, які спрямовуються по системі Васіт – Джубайль до головного центру саудійської нафтохімічної промисловості. Нефракціоновані ЗВГ спрямовуються для подальшої переробки по перемичці діаметром 600 мм до трубопроводу Хурсанія – Джуайма.
Видача товарного газу відбувається по трубопроводу Васіт – Беррі.
Вилучений сірководень використовується для продукування сірки в обсягах до 4200 тон на добу.
Також ГПЗ Васіт може обмінюватись ресурсом, що ще не пройшов підготовки та містить значні обсяги сірководню, із розташованими неподалік ГПЗ Хурсанія (трубопровід діаметром 600 мм WKSG-1, Wasit Khursanuyah Sour Gas-1) та ГПЗ Фадхілі.
Енергетичні потреби заводу забезпечує власна ТЕЦ Васіт.